# Індустрія Голокосту
«Інду́стрія Голоко́сту» — книга американського автора, політолога Нормана Фінкельштейна. Після появи книги «Індустрія Голокосту: Міркування про експлуатацію страждання євреїв» (англ. The Holocaust Industry: Reflections on the Exploitation of Jewish Suffering) цей термін використовується переважно для критики зловживання пам'яттю Голокосту. У своїй дещо контроверсійній книзі автор стверджує, що певні кола в США та Ізраїлі зловживають та експлуатують пам'ять Голокосту для власного збагачення і виправдовування дій Ізраїлю на Близькому Сході. Ці твердження і книга набули неабиякого розголосу — і схвальних відгуків, і гострої критики — як у США, так і в інших країнах.

## Твердження автора
У своїй книзі Норман Фінкельштейн пояснює, що ця тема для нього — сина жертв Голокосту — має велике персональне значення і називає написання її справою честі. Він пояснює необхідність написання цієї книги тим фактом, що, на його думку, виникла ціла індустрія, яка займається відвертою експлуатацією пам'яті Голокосту і тим самим плюндрує та спотворює пам'ять про страждання людей, а також цим самим сприяє зростанню антисемітизму у світі. Він зокрема стверджує, що:
- впливові єврейські організації експлуатують трагедію Голокосту задля політичного та фінансового зиску
- існують численні шахраї, які приписують себе до жертв Голокосту і що сама кількість жертв штучно завищується
- звинувачує індустрію Голокосту в монополізації страждань; стверджує, що трагедія єврейського Голокосту штучно перебільшується як незрівнянна трагедія людства, гірша за всі інші
- деякі організації, які представляли інтереси жертв Голокосту, не завжди виплачували всі суми компенсацій потерпілим, привласнили деякі гроші і використовують їх для увіковічнення індустрії Голокосту
- інші народи загалом безпідставно звинувачуються і у неприродній ненависті до євреїв і в активній участі у їхньому винищенні
- піддає критиці той факт, що компенсація вимагається від німців і швейцарців і ігнорується така ж практика американських банків під час війни

Автор стверджує, що до 1967 року ніхто не цікавився загибеллю євреїв в роки Другої світової війни. Менш всіх цим цікавилися американські євреї. Так, з 1945 по 1967 рік у США вийшло лише дві книги на цю тему, причому і вони пройшли не поміченими широкою громадськістю. У 1967 році Тель-Авів переміг своїх арабських сусідів у так званій Шестиденній війні. Американці помітили успіхи євреїв і зробили ставку на них у своїй близькосхідній політиці. Тільки після цього американські євреї стали розкручувати пропагандистський апарат Голокосту. З його допомогою вони захищали і виправдовували порушення прав людини на окупованих арабських територіях. Чим більше палестинців гинуло від сіоністських куль, тим голосніше кричали американські євреї про нацистські газові камери. «Ізраїль» і Голокост стали стовпами нової єврейської релігії в США, підмінивши собою ортодоксальний юдаїзм.
З кінця 1960-х, як стверджує Фінкельштейн, «процес пішов»: росло багатство американських євреїв і їхній вплив у держапараті і пресі США. 30 % найбагатших людей Америки, 30 % міністрів і банкірів, 20 % професорів університетів, 50 % провідних юристів — євреї. Їм же належить близько половини всіх капіталів Волл-стріт. Міф про вічно гнаний і переслідуваний народ та про страшний Голокост став необхідним — не тільки для захисту єврейської держави, але і для захисту своїх біржових махінаторів і олігархів від критики тих, кого вони обирають і роблять жебраками. Варто сказати хоча б півслова про єврея-шахрая, як ЗМІ, що належать власникам з «обраного народу», негайно нагадують всім про страхіття Освенціма і про «незліченних єврейських жертв».
«За допомогою розповідей про Голокост, — пише Фінкельштейн, — одну з найсильніших у військовому сенсі країн світу (Ізраїль) з жахливими порушеннями прав людини представляють „потенційною жертвою“, а найбільш процвітаючу в США етнічну групу — нещасними біженцями. Статус жертви дає в першу чергу імунітет від заслуженої критики».
Автор «Індустрії Голокосту» доводить, що лідери єврейської громади здобули мільйони і навіть мільярди доларів на розкручуванні історії Голокосту, тоді як справжнім жертвам нацизму перепали тільки жалюгідні крихти. Так, з мільярдів доларів, викачаних єврейською верхівкою з Німеччини, люди типу колишнього держсекретаря США Лоренса Іглебергера отримують 300 тисяч доларів на рік, а батьки того ж Фінкельштейна за всі свої муки і табори — лише одноразову подачку в три тисячі доларів. Тільки 15 % німецьких компенсацій, отриманих на «незаможних страждальців», досягли мети, інше застрягло в каналах і в кишенях єврейських організацій.
Вимоги компенсацій єврейськими лідерами перетворилися на справжнісінький рекет і здирство, заявляє Фінкельштейн. Так, швейцарські банки стали легкою здобиччю — вони залежали від американського бізнесу і боялися дурної репутації. Ті, хто контролюють пресу США, провели кампанію наклепу та дифамації проти швейцарських банків, що носила воістину расистський характер: «швейцарці жадібні і скупі», «характер швейцарців поєднує простоту і нещирість», «швейцарці — народець, що не дав людству ні художників, ні героїв».
До цього додавався економічний бойкот — адже євреї в США стоять на чолі більшості фінансових установ і розпоряджаються трильйонами доларів пенсійних фондів. Щоб уникнути непомірних збитків, швейцарці були змушені заплатити вимагачам.
Закінчивши зі швейцарцями, єврейські організації знову взялися за Німеччину. Вони зажадали компенсацію за примусову працю і під страхом бойкоту й судових акцій німецькі компанії теж погодилися заплатити тим, хто вже давно зробив рекет своєю єдиною професією, проголошує Норман Фінкельштейн. Водночас євреї держави «Ізраїль» відмовляються заплатити за конфісковане майно палестинців — землі, вклади, будинки. Американські євреї виступають і проти компенсацій американським неграм за роки рабства. Америка ж не думає виплачувати компенсації індіанцям за геноцид в XIX столітті.
Фінкельштейна особливо обурюють адвокати та лицедії Голокосту, такі, як, наприклад, лауреат Нобелівської премії Елі Візель, «безсоромний захисник ізраїльських злочинців, бездарний письменник, актор з вічно готовою сльозою, оплакує жертви за подібну плату в 25 тисяч доларів за виступ плюс лімузин». «Не за свій (неіснуючий) талант письменника або за відстоювання прав людини висунувся Візель. Він безпомилково підтримує інтереси, що стоять за міфом про Голокост», — зазначає письменник.
Фінкельштейн пояснює причини свого обурення: «Експлуатація Голокосту використовується для виправдання злочинної політики Ізраїлю та американської підтримки ізраїльської політики. Вимагання грошей в європейських країнах в ім'я „нужденних жертв“ принижує жертви нацистського геноциду».
Фінкельштейн висміює тезу і про «унікальність Голокосту». «Кожна історична подія унікальна в тому сенсі, що має свої особливості. Жодна з них не є абсолютно унікальною».
Письменник задає питання — чому ж ця морально і логічно неспроможна ідея лягла в основу міфу? На його думку, тому, що унікальність Голокосту — це єврейський «моральний капітал», залізне алібі для «Ізраїлю» і підтвердження міфу про винятковість єврейського народу. Недарма Елі Візель постійно стверджує: «Ми, євреї, — інші, ми не такі, як усі». Він вигукує: «нас переслідують вже 2000 років. Чому? Без будь-якої причини!» Сперечатися з ним марно, тому що, на його думку, будь-яка спроба пояснити антисемітизм вже є актом антисемітизму.
Керівники вашингтонського меморіалу Голокосту боролися усіма силами проти того, щоб циган визнати такими ж жертвами нацизму, як і євреїв. Чому? Хоча циган пропорційно загинуло не менше, але визнання їх жертвами зменшило б «моральний капітал» євреїв і підірвало б тезу про унікальність єврейського страждання.
Фінкельштейн порівнює успішні зусилля євреїв отримати компенсацію за шкоду зі ставленням Америки до наслідків агресії у В'єтнамі. Американці вбили 4-5 млн осіб у Південно-Східній Азії, зруйнували 9 тисяч з 15 тисяч поселень Південного В'єтнаму і всі великі міста Півночі, залишили у В'єтнамі мільйон вдів, тим не менш, уряд США не тільки відкинув ідею компенсації, але навіть відмовився вибачитися. Американський міністр оборони сказав: «Це була війна». Таким чином, євреї стали єдиним винятком з цього правила.
На закінчення своєї книги Норман Фінкельштейн пише: «Отримані індустрією Голокосту кошти слід було б направити на компенсацію палестинським біженцям», але сам вважає це побажання зовсім нереалістичним: кому потрібні розмови про Голокост, якщо вони не приносять грошей?

## Реакція критиків
Ця книга Нормана Фінкельштейна отримала часом дуже суперечливу реакцію критиків. Схвально оцінили його працю такі провідні науковці, як Ноам Чомскі, Майкл Бреннер, Александер Коберн та навіть відомий дослідник Голокосту Рауль Гільберг. Вони, зокрема, відзначали, що книга дійсно висвітлила глибинні проблеми зі сприйняттям Голокосту у деяких колах, і що більшість висновків автора, попри його стиль, відповідають дійсності.
У своїй книзі Норман Фінкельштейн відзначав, що поштовхом для написання цієї книги, крім іншого, був твір іншого американського політолога Пітера Новіка «Голокост в американському житті», в якій автор теж висловлював подібні сумніви щодо ставлення до цієї трагедії в США. Однак Пітер Новік був одним з його критиків і навіть назвав цю книжку і діяльність автора «кампанією розповсюдження ненависті». Подібної думки дотримувалися декілька інших особистостей, науковців і діячів єврейської діаспори США. Основне звинувачення проти книжки і її автора в тому, що вона живить давні стереотипи антисемітів, щодо єврейської жадібності і теорії всесвітньої сіоністської змови. Низка інших критиків відмічають також занадто різкий і образливий тон книжки, який не сприяє діалогові і спрямований тільки на розпалювання ворожнечі.